# Superpuchar Europy UEFA 1979
Mecze o Superpuchar Europy 1979 zostały rozegrane 30 stycznia i 5 lutego 1980 roku pomiędzy Nottingham Forest, zwycięzcą Pucharu Europy Mistrzów Klubowych 1978/1979 oraz FC Barceloną, triumfatorem Pucharu Zdobywców Pucharów 1978/1979. Nottingham Forest zwyciężyło w dwumeczu 2:1, tym samym wygrywając Superpuchar Europy po raz pierwszy w historii klubu.

## Droga do dwumeczu

### FC Barcelona
| Sezon   | Rozgrywki                 | Runda | Przeciwnik         | Dom     | Wyjazd  | Ogólnie     |
| ------- | ------------------------- | ----- | ------------------ | ------- | ------- | ----------- |
| 1978/79 | Puchar Zdobywców Pucharów | 1R    | Szachtar Donieck   | 3–0     | 1–1     | 4–1         |
| 1978/79 | Puchar Zdobywców Pucharów | 2R    | RSC Anderlecht     | 3–0     | 0–3     | 3–3, k: 3–1 |
| 1978/79 | Puchar Zdobywców Pucharów | 1/4   | Ipswich Town       | 1–0     | 1–2     | 2–2, w.     |
| 1978/79 | Puchar Zdobywców Pucharów | 1/2   | Beveren            | 1–0     | 1–0     | 2–0         |
| 1978/79 | Puchar Zdobywców Pucharów | F     | Fortuna Düsseldorf | 4–3 (N) | 4–3 (N) | 4–3 (N)     |

### Nottingham Forest
| Sezon   | Rozgrywki     | Runda | Przeciwnik              | Dom     | Wyjazd  | Ogólnie |
| ------- | ------------- | ----- | ----------------------- | ------- | ------- | ------- |
| 1978/79 | Puchar Europy | 1R    | Liverpool               | 2–0     | 0–0     | 2–0     |
| 1978/79 | Puchar Europy | 1/8   | AEK Ateny               | 5–1     | 2–1     | 7–2     |
| 1978/79 | Puchar Europy | 1/4   | Grasshopper Club Zürich | 4–1     | 1–1     | 5–2     |
| 1978/79 | Puchar Europy | 1/2   | 1. FC Köln              | 3–3     | 1–0     | 4–3     |
| 1978/79 | Puchar Europy | F     | Malmö FF                | 1–0 (N) | 1–0 (N) | 1–0 (N) |

## Szczegóły meczu

### Pierwszy mecz
Pierwsze spotkanie finału odbyło się 30 stycznia 1980 na City Ground w Nottingham. Frekwencja na stadionie wyniosła 23 807 widzów. Mecz sędziował Adolf Prokop  z NRD. Mecz zakończył się zwycięstwem Nottingham Forest 1:0 po bramce Charliego George’a z 9. minuty.
| 30 stycznia 1980 | Nottingham Forest · George 9' | 1:0Raport | FC Barcelona | City Ground, Nottingham Widzów: 23 807 Sędzia: Adolf Prokop |
|                  |                               |           |              |                                                             |

| Nottingham Forest | Barcelona |

| NOTTINGHAM FOREST |    |                 |
|                   |    |                 |
| BR                | 1  | Peter Shilton   |
| OB                | 2  | Viv Anderson    |
| OB                | 5  | Frank Gray      |
| OB                | 4  | Larry Lloyd (c) |
| OB                | 3  | Kenny Burns     |
| PO                | 6  | Martin O’Neill  |
| PO                | 7  | Stan Bowles     |
| PO                | 11 | John Robertson  |
| NA                | 9  | Garry Birtles   |
| NA                | 8  | Trevor Francis  |
| NA                | 10 | Charlie George  |
| Trener:           |    |                 |
| Brian Clough      |    |                 |

| FC BARCELONA |    |                            |     |     |
|              |    |                            |     |     |
| BR           | 1  | Pedro María Artola         |     |     |
| OB           | 2  | Rafael Zuviría             | 46' |     |
| OB           | 4  | Miguel Bernardo Bianquetti |     |     |
| OB           | 3  | Antonio Olmo               |     |     |
| OB           | 5  | Adjutori Serrat Giró       |     |     |
| PO           | 6  | Quique Costas              |     |     |
| PO           | 7  | Jesús Landáburu            |     |     |
| PO           | 9  | Juan Manuel Asensi (c)     |     |     |
| PO           | 8  | Julián Rubio               |     |     |
| NA           | 10 | Allan Simonsen             |     | 88' |
| NA           | 11 | Roberto Dinamite           |     | 86' |
| Zmiany:      |    |                            |     |     |
| PO           | 13 | Francisco José Carrasco    |     | 86' |
| OB           | 12 | Estella                    |     | 88' |
| Trener:      |    |                            |     |     |
| Joaquim Rifé |    |                            |     |     |

### Drugi mecz
Drugie spotkanie finału odbyło się 5 lutego 1980 na Camp Nou w Barcelonie. Frekwencja na stadionie wyniosła 80 000 widzów. Mecz sędziował Walter Eschweiler z RFN. Mecz zakończył się remisem 1:1. Bramkę dla Barcelony strzelił Roberto Dinamite w 25. minucie z rzutu karnego. Bramkę dla Nottingham Forest zdobył Kenny Burns w 42. minucie.
| 5 lutego 1980 | FC Barcelona · Dinamite 25' (k.) | 1:1Raport | Nottingham Forest · Burns 42' | Camp Nou, Barcelona Widzów: 80 000 Sędzia: Walter Eschweiler |
|               |                                  |           |                               |                                                              |

| Barcelona | Nottingham Forest |

| FC BARCELONA |    |                            |  |     |
|              |    |                            |  |     |
| BR           | 1  | Pedro María Artola         |  |     |
| OB           | 2  | Estella                    |  |     |
| OB           | 4  | Miguel Bernardo Bianquetti |  |     |
| OB           | 3  | Antonio Olmo               |  |     |
| OB           | 5  | Adjutori Serrat Giró       |  | 77' |
| PO           | 6  | José Vicente Sánchez       |  |     |
| PO           | 11 | Francisco José Carrasco    |  |     |
| PO           | 8  | Juan Manuel Asensi (c)     |  |     |
| PO           | 7  | Julián Rubio               |  |     |
| NA           | 9  | Allan Simonsen             |  |     |
| NA           | 10 | Roberto Dinamite           |  |     |
| Zmiany:      |    |                            |  |     |
| PO           | 12 | Esteban Vigo               |  | 77' |
| Trener:      |    |                            |  |     |
| Joaquim Rifé |    |                            |  |     |

| NOTTINGHAM FOREST |    |                   |     |     |
|                   |    |                   |     |     |
| BR                | 1  | Peter Shilton     |     |     |
| OB                | 2  | Viv Anderson      | 88' |     |
| OB                | 5  | Frank Gray        |     |     |
| OB                | 3  | Larry Lloyd       | 28' |     |
| OB                | 4  | Kenny Burns       |     |     |
| PO                | 6  | John McGovern (c) |     |     |
| PO                | 7  | Stan Bowles       |     |     |
| PO                | 11 | John Robertson    |     |     |
| NA                | 9  | Garry Birtles     |     |     |
| NA                | 8  | Trevor Francis    |     | 69' |
| NA                | 10 | Charlie George    |     |     |
| Zmiany:           |    |                   |     |     |
| PO                | 12 | Martin O’Neill    |     | 69' |
| Trener:           |    |                   |     |     |
| Brian Clough      |    |                   |     |     |

| Superpuchar Europy (1979)        |
| -------------------------------- |
| Anglia                           |
| Nottingham Forest Pierwszy Tytuł |